# Suleviae
Sulevia, ofta omtalad i plural som Suleviae, var en gudinna, eller en grupp på tre gudinnor, i keltisk mytologi. 
Hon/de dyrkades i hela den keltiska världen, i både Gallien, Spanien och på de brittiska öarna.
Hon/de har associerats med Matres eller Matronae och även med  Sulis, men dess verkliga betydelse är okänd. En teori är att de/hon var hushållets skyddsgudinnor/skyddsgudinna och dyrkad av alla. 